# Plymouth-kolonien
Plymouth-kolonien (engelsk Plymouth Colony, New Plymouth eller The Old Colony) var en selvstyrende engelsk koloni i Nordamerika, der eksisterede fra grundlæggelsen i 1620 indtil 1691. Den første bosættelse var New Plymouth, en lokalitet, som tidligere var blevet udforsket og navngivet af kaptajn John Smith. Den fungerede som koloniens hovedstad og hedder i dag Plymouth, Massachusetts. På sit højdepunkt kontrollerede Plymouth-kolonien størstedelen af den sydøstlige del af den nuværende delstat Massachusetts.
Kolonien blev etableret af en puritansk separatistmenighed, som senere blev kendt som Pilgrimmene. Den var en af de ældste engelske kolonier i Nordamerika, og den første permanente, engelske bosættelse i New England. Med hjælp fra Squanto, en indfødt amerikaner, indgik kolonien en fredsaftale med Massasoit, en lokal høvding. Aftalen sikrede kolonien en fredelig start. Plymouth-kolonien kom senere til at spille en central rolle i Kong Philips krig, en af de første og blodigste af Indianerkrigene. Kolonien blev indlemmet i Massachusetts Bay-kolonien i 1691.
Plymouth-kolonien spiller en særlig rolle i USA's historie, da den i modsætning til mange af de øvrige kolonier ikke blev grundlagt af entreprenører, drevet af profitjagt, men af folk, der var flygtet fra religiøs forfølgelse. Nybyggerne i Plymouth søgte et sted, hvor de kunne dyrke den religion, de fandt passende, og koloniens sociale og juridiske strukturer var nært bundet til deres religiøsitet. Mange af de personer og begivenheder, der optræder i dens historie, er også blevet en vigtig del af amerikansk mytologi, fx den vigtige amerikanske tradition thanksgiving og fjerkræracen Plymouth Rock. På trods af koloniens relativt korte historie er den blevet et vigtigt symbol i den amerikanske selvforståelse.

## Historie

### Baggrund
Plymouth-kolonien blev oprindeligt grundlagt af en engelsk religiøs gruppe, der i dag kaldes Pilgrimmene. De udgjorde omkring 40 % af de voksne og 56 % af familierne blandt de første nybyggere. Pilgrimmene tilhørte en menighed af puritanske separatister, der under ledelse af pastor John Robinson, kirkeleder William Brewster og William Bradford i første omgang var flygtet til Nederlandene, for siden at udvandre til Amerika. Baggrunden for deres emigration var frygten for religiøs forfølgelse.
Menigheden havde i første omgang slået sig ned i Leiden, hvor de imidlertid aldrig kom til at føle sig tilpas. De stammede oprindeligt fra en landsby, men befandt sig nu i et industricentrum. Desuden var lederne ikke uden for de engelske myndigheders rækkevidde. Pilgrimmene havde indledt forhandlinger med forskellige investorer, der kunne finansiere deres rejse mod at få del i et eventuelt overskud. Blandt andet indgik de en aftale med London Company om etableringen af en koloni ved udmundingen af Hudson River, men interne stridigheder og bureaukratiske vanskeligheder gjorde, at aftalen aldrig blev realiseret. I sidste ende indgik de en kontrakt med Plymouth Council for New England. Investorerne var en gruppe puritanske forretningsfolk, der opfattede kolonisering som en måde både at tjene penge og udbrede deres egen religion på. Pilgrimmenes gæld var imidlertid som følge af de hårde forhold i Amerika, korruption og administrative problemer først tilbagebetalt i 1648.
Til rejsen købte Pilgrimmene skibet Speedwell, som skulle forblive i kolonien, og chartrede fragtskibet Mayflower for ét år. Afrejsen skulle oprindeligt have fundet sted i begyndelsen af 1620, men vanskeligheder med investorerne udskød den til efteråret. Speedwell måtte imidlertid forlades, da nogle af besætningsmedlemmer havde saboteret det. Mayflower nåede frem til Amerika i november 1620, og de følgende måneder blev brugt på at udforske området for at finde et egnet sted for en bosættelse. I løbet af den første vinter (1620-1621) blev de første boliger i New Plymouth opført, og kolonien var etableret.

### Første vinter
Den 21. december 1620 ankom de første pilgrimme til det sted, der senere skulle blive Plymouth. Dårlige vejrforhold indtil slutningen af december betød, at den oprindelige plan om at bygge huse umiddelbart efter ankomsten måtte opgives. Da byggeriet endelig kunne sættes i gang, var det nødvendigt konstant at have 20 mand til stede på kysten ved Mayflower af sikkerhedshensyn, og hver nat måtte de, der byggede, vende tilbage til skibet. Kvinder, børn og svagelige forblev på skibet, som mange af dem ikke havde forladt i seks måneder. Den første bygning var et fælleshus, som det tog seks uger at bygge. I de følgende begyndte flere huse langsomt at tage form. Bosættelsen blev opført på en flad bakketop, mens en kanon blev placeret på en højere liggende bakke, kaldet Fort Hill. Mange af mændene var ikke arbejdsdygtige, enten som følge af sygdom eller sult. Derfor blev der kun bygget syv af de planlagte 19 beboelseshuse og fire fælleshuse i løbet af den første vinter.
I slutningen af januar var byggeriet skredet så meget frem, at man kunne begynde bringe noget af udrustningen i land. I midten af februar, organiserede koloniens mænd en militia, efter en række anspændte møder med indfødte indbyggere; ved udgangen af måneden var fire kanoner blev placeret på Fort Hill. John Carver blev valgt som guvernør som erstatning for guvernør Martin.
I marts 1621 fandt den første formelle kontakt mellem kolonisterne og indianerne sted, da en indianer ved navn Samoset åbenlyst gik ind i bosættelsen og højlydt proklamerede: "Welcome, Englishmen!" Han havde lært engelsk af fiskere, der havde fisket ud for kysten i det nuværende Maine. Han gav dem en kort introduktion til områdets historie og geografi. Det var ham, der fortalte kolonisterne, at stedet tidligere hed Patuxet, og at de oprindelige indbyggere var blevet udryddet af en sygdom, sandsynligvis kopper. Han kunne også fortælle, at området var kontrolleret af Wampanoag-føderationen, hvis øverste leder var Massasoit, høvding for Pokanoket-stammen; han blev regnet som føderationens grundlægger. Han fortalte også de engelske kolonister om Squanto, der havde tilbragt nogle år i England, og som derfor talte sproget ganske godt. Samoset tilbragte natten i det nybyggede Plymouth og lovede at arrangere et møde med nogle af Massasois mænd. Indianerne var forbeholdne over for englænderne, da de tidligere havde oplevet søfolks uprovokerede overfald. De var tillige bekendte med, at Mayflowers besætning havde plyndret grave og majsmagasiner. Squanto selv var i 1614 blevet indfanget af den engelske opdagelsesrejsende Thomas Hunt og solgt som slave, først for spanske munke siden i England. I 1619 blev han guide for en anden opdagelsesrejsende, Ferdinando Gorges. Men Massasoit og hans mænd havde massakreret besætningen på Gorges' skib og taget Squanto med sig.
Samoset vendte kort efter tilbage til Plymouth sammen med en delegation fra Massasoit, den inkluderede Squanto; Massasoit sluttede sig selv til senere. Efter at have udvekslet gaver indgik Massasoit og guvernør Martin en formel fredstraktat. Ifølge den måtte ingen af de to folk udøve skade på hinanden, og de ville i stedet hjælpe hinanden i tilfælde af krig. Massasoit lovede også, at hans allierede ville sende fredsdelegationer til Plymouth.
Efter at have ligget for anker i næsten fire måneder vendte Mayflower tilbage til England i april 1621. Næsten halvdelen af de 102 passagerer, der havde forladt England, var døde i løbet af vinteren. Flere af gravene fra denne vinter blev i 1855 udgravet på Cole's Hill i Plymouth, og resterne af ligene blev genbegravet i nærheden af Plymouth Rock. Kort efter Mayflowers afrejse døde koloniens første guvernør, Carver. Han blev erstattet af Bradford, der ledte den igennem de fleste af dens formative år.

### Første "thanksgiving"
Høstfejringen i Plymouth i slutningen af 1621 er siden hen i amerikansk historie kendt som "The First Thanksgiving"; hvilket Pilgrimmene imidlertid ikke selv ville kalde den. De fejrede noget, de kaldte "thanksgiving", som var en taksigelsesfest for menighedens gode skæbne; den første fandt først sted i 1623 og var en reaktion på ankomsten af nye kolonister og forsyninger. Det skete sandsynligvis i juli måned. Den begivenhed, der i dag årligt bliver mindet over hele USA i november, var i realiteten en høstfest. Den blev fejret af de 51 overlevende pilgrimme sammen med Massasoit og 90 af hans mænd. Begivenheden kendes fra to samtidige kilder.

### Indianerrelationer i de første år
Squanto, som blev hos englænderne i Plymouth, lærte dem, hvordan man kunne overleve i New England; fx ved at bruge døde fisk som gødning.
Som lovet af Massasoit begyndte flere delegationer fra andre stammer at komme til Plymouth med tilbud om fred. I juli besøgte en delegation fra Plymouth selv Massasoit. Under dette møde indgik man en handelsaftale, der betød, at man kun ville handle med englændere, og at de franskmænd, som allerede var i området, derfor ikke længere var velkomne. Lignende aftaler blev indgået med de øvrige stammer i Wampanoag-føderationen.
Kort efter forsvandt en dreng i skoven omkring kolonien. Det blev senere klart, at han var blevet taget af medlemmer af Nauset-stammen. De boede på Cape Cod, og pilgrimmene havde det første år stjålet majs fra dem. Pilgrimmene måtte erstatte det stjålne for at få drengen udleveret, men aftalen betød også, at freden med områdets indfødte befolkning blev yderligere sikret. Under disse forhandlinger hørte pilgrimmene, at Massasoit sammen med blandt andre Squanto og flere andre var blevet taget til fange af Corbitant, Narragansett-stammens høvding. Pilgrimmene samlede en gruppe på 10 mand, der skulle finde og henrette Corbitant. Mens de søgte efter ham, slap Massasoit dog fri og havde genvundet sin position. Selvom det ikke lykkedes pilgrimmene at fange Corbitant, indgød deres styrkedemonstration alligevel stor respekt; adskillige af hans folk var blevet såret under eftersøgningen, men fik behandling i Plymouth. Ni af de mest magtfulde høvdinge i området, heriblandt både Massasoit og Corbitant, underskrev nu en traktat, hvor de erklærede deres loyalitet over for den engelske konge, Jakob den 1.
I maj 1622 ankom skibet Sparrow med syv mand fra Merchant Adventurers om bord for at finde et sted til en ny bosættelse. Kort efter fulgte to skibe med 60 nybyggere, alle mænd. De tilbragte to måneder i Plymouth, før de drog mod nord, for at slå sig ned i Wessagussett - det nuværende Weymouth, Massachusetts. Trods sin korte levetid fik denne bosættelse stor betydning for den politiske magtbalance mellem de engelske nybyggere og den oprindelige befolkning og den dramatiske ændring af områdets politiske landskab. Som reaktion på en militær trussel på Wessagussett organiserede pilgrimmene en milits til beskyttelse af byen. Da den endnu ikke var blevet angrebet, besluttede man at foretage et forebyggende angreb. To lokale ledere blev lokket ind i et hus i Wessagussett, hvor de blev stukket ned. Derpå forsøgte de at fange den lokale høvding, som dog undslap. I stedet blev tre englændere fanget og henrettet. Kort efter blev Wessagussett opgivet, og indbyggerne flyttede til Plymouth.
Rygter om englændernes angreb spredte sig hurtigt derefter, og mange indianere flygtede fra deres hjem. Det medførte, at områdets naturlige befolkningsbalance blev fuldstændigt nedbrudt og først blev genetableret længe efter. Edward Winslow skrev i sine memoirer fra 1624 (Good News from New England): "They "[indianerne]" forsook their houses, running to and fro like men distracted, living in swamps and other desert places, and so brought manifold diseases amongst themselves, whereof very many are dead". Derved mistede pilgrimmene også et stor del af deres indtjening, da mængden af skind, som de købte af lokale jægere, faldt. Derfor fik de problemer med at tilbagebetale deres gæld til Merchant Adventurers. I stedet for at styrke deres position medførte overfaldet således katastrofale konsekvenser for kolonien. William Bradford beskrev situationen i et brev til Merchant Adventurers:"[W]e had much damaged our trade, for there where we had [the] most skins the Indians are run away from their habitations..." Den eneste positive effekt for englænderne var, at Wampanoag-føderationen, deres nærmeste allierede, fik styrket deres position.

### Plymouths vækst
Et år efter, at de første pilgrimme havde sat foden i Amerika, ankom et nyt skib, Fortune, med 37 nye indbyggere til Plymouth. Da de kom uventet og ikke havde medbragt nok forsyninger til at kunne klare sig selv, lagde det yderligere pres på koloniens ressourcer. Iblandt de nyankomne var flere fra menigheden i Leiden, blandt andre William Brewsters søn Jonathan. Fortune medbragte også et brev fra Merchant Adventurers, hvor kolonien blev kritiseret for ikke at have sendt varer tilbage med Mayflower som betaling for deres investering. Fortune vendte tilbage til England lastet med varer til en værdi af ₤500, hvilket var mere end nok til at betale afdrag efter det første år. Men skibet blev opbragt af franskmænd, hvorved koloniens underskud voksede.
I juli 1623 ankom to skibe mere med 90 nybyggere, blandt dem adskillige fra Leiden. Nogle af de nyankomne var imidlertid så uforberedte på nybyggerlivet, at de vendte tilbage til England det følgende år. September samme år ankom et skib med nybyggere, der skulle genbosætte kolonien ved Weymouth. De havde et midlertidigt ophold i Plymouth. I marts 1624 ankom for første gang kvæg sammen en lille antal nybyggere. I 1627 fremgår det af liste, at man fordelte kvæget mellem 156 kolonister, så tretten delte et af i alt tolv styk. August 1629 lagde et nyt skib, der også hed Mayflower, til. Det medbragte 35 medlemmer af Leiden-menigheden. Flere andre skibe nåede også frem i løbet af det følgende år. Det præcise antal af indbyggere i Plymouth-kolonien er usikkert, men samtidige kilder fortæller, at der var omkring 300. I 1643 kunne kolonien mønstre i alt 600 kampduelige mænd, hvilket anslået svarer til en samlet befolkning på omkring 2.000. I 1690, kort før kolonien blev annekteret, var antallet af mænd steget til 3.055. Det samlede befolkningstal var derfor omkring 7.000 på det tidspunkt. Til sammenligning var omkring 20.000 udvandret til Massachusetts Bay Colony mellem 1630 og 1640, og den samlede engelske befolkning i New England anslås at have været omkring 60.000 i 1678. Så selvom Plymouth var den første koloni i området, var den i 1691 langt mindre end Massachusetts Bay Colony.

### De sidste år
I 1686 var hele regionen blevet reorganiseret under en fælles regering kaldet Dominion of New England. Den omfattede kolonierne Plymouth, Rhode Island, Massachusetts Bay, Connecticut og New Hampshire; New York, West Jersey og East Jersey blev tilføjet i 1688. Dens præsident, Edmund Andros, var stærkt upopulær, og unionen blev hurtigt splittet igen. Plymouth trak sig således i april 1688. Kort efter blev regeringen formelt opløst i forbindelse med The Glorious Revolution i 1688.
Plymouths selvstyre var kun kortvarigt. En delegation af new englændere, ledet af Increase Mather, rejste til England for at forhandle om en returnering af de chartre, der var blevet annulleret i dominionårene. Situationen var især problematisk for Plymouth, da den siden sin grundlæggelse havde eksisteret uden et formelt charter. Det blev ikke udstedt, men kolonien blev i stedet optaget i Massachusetts Bay Colony. Plymouth-kolonien ophørte officielt med at eksistere 17. oktober 1691. De facto trådte annekteringen først i kraft 14. maj 1692, da det nye charter var blevet bragt til New England.

### Militær historie
Koloniens første militære leder var Myles Standish. Han havde fået en militær træning fra universitetet i Leiden, blandt andt som ingeniør. Han havde organiseret og ledet de første ekspeditioner, der udforskede området efter landgangen. Da bebyggelsen ved Plymouth blev påbegyndt, designede han dens forsvarsværker og organiserede dens milits. Han ledte også de militære ekspeditioner i de første år.
Englændernes første egentlige krig i New England var Pequotkrigen i 1637. Årsagerne til den rakte tilbage til 1632, da det kom til stridigheder om kontrollen over Connecticut River Valley mellem nederlandske pelshandlere og Plymouth-kolonien. Repræsentanter fra både Hollandsk ostindiske kompagni og fra Plymouth kunne fremvise dokumenter, der viste, at de havde købt rettighederne til området af Pequotfolket. Engelske nybyggere fra både Massachusetts Bay og Plymouth begyndte nu at strømme til området for at trænge nederlænderne ud. Denne indvandring begyndte dog også at udgøre en trussel mod Pequotfolket. Den begivenhed, der udløste åben krig, var tilfangetagelsen og mordet på kaptajn John Oldham i 1636, en handling, som Pequotfolkets allierede blev beskyldt for. Et hævnangreb på en pequotby medførte et gengældelsesangreb på byen Wethersfield, Connecticut, hvor omkring 30 englændere blev dræbt. Herefter eskalerede volden.
Da det blev klart, at der var udbrudt en egentlig krig, dannede de fire New England-kolonier (Massachusetts Bay, Connecticut, New Haven og Plymouth) en forsvarsalliance, der blev kaldt United Colonies of New England. Edward Winslow fra Plymouth var en af dens hovedarkitekter. Hans erfaringer med nederlandske forhold fra sit ophold i Leiden fik stor betydning i krigen. Plymouth-kolonien deltog dog kun i begrænset omfang i selve kamphandlingerne.
Den næste reelle krig i området var King Philips krig. Hovedårsagen til den var det voksende antal af engelske kolonister og deres øgede behov for land. Den oprindelige befolkning blev derfor presset tilbage på et stadig mindre territorium. Lokale ledere som Metacomet (Massasoits søn og efterfølger, også kaldet King Phillip) søgte derfor efter måder, denne udvikling kunne vendes på. Anlæggelsen af Swansea nær Wampanoagfolkets hovedstad var fx en akut trussel, og samtidigt begyndte Plymouth-kolonien at bruge militær magt til at gennemtvinge salget af wampanoagfolkets land til den nye bosættelse.
I 1675 brød krigen ud, da Metacomets mænd angreb og plyndrede engelske gårde. Angreb, som koloniens milits gengældte. Metacomets strategi omfattede systematiske overfald på ubevæbnede kvinder og børn. Englænderne kunne på deres side ikke tvinge indianerne til et åbent slag, der kunne afgøre krigen. Indianernes guerillataktik forvirrede i stedet englænderne. I 1676 så Plymouth-koloniens ledelse sig nødsaget til at alliere sig med venligtsindede indianerstammer, for at kunne kæmpe på lige fod med fjenden. I ledelsen mente man ikke, at man kunne stole på nogen indianere, men da man lovede amnesti til alle, der sluttede sig til englænderne, voksede englændernes styrke betragteligt. I sommeren endte krigen med klar engelsk sejr, efter at Metacomets var blevet dræbt af en pocassetindianer.
Det anslås at omkring 8 % af den mandlige engelske befolkning mistede livet under krigen, en meget høj andel efter samtidens målestok. Krigens betydning for den indfødte befolkning var dog langt større. Så mange blev enten dræbt, flygtede, blev fanget eller solgt som slaver, at New Englands samlede befolkning af indianere faldt med 60-80 %.

## Samfund

### Religion
Pilgrimmene tilhørte den puritanske religiøse bevægelse i England. Hovedmålet for bevægelsens tilhængere var at rense (purify) den anglikanske kirke for dens sekulære pragt. I stedet ønskede de at genskabe kirken i den form, de mente, den havde haft i sin tidligste form. De mente, at biblen var den eneste ægte kilde den kristne lære, og at alle senere tilføjelser derfor ikke hørte hjemme i kristendommen. Pilgrimmene var en del af en yderligtgående undergruppe, der ønskede at løsrive sig fuldstændigt fra den officielle statskirke. Det var disse separatistiske ideer, der havde ført til deres udvandring, først til Leiden og siden til Amerika. 
Kirken var den ubetinget vigtigste sociale institution i hver eneste af koloniens byer. Der fandtes ingen overordnet organisation, som kontrollerede disse kirker, men hver by udgjorde sin egen selvstændige selvbestemmende menighed. Kirkegang var obligatorisk for alle koloniens indbyggere, og medlemskab havde stor social betydning. Muligheden for kirkelige sanktioner fungerede derfor som effektiv social kontrol. Det blev anset som husfaderens pligt at sørge for sin egen husstands religiøse velbefindende, herunder børnenes uddannelse.
Ud over den puritanske teologi var koloniens indbyggere også præget af en stærk tro på det overnaturlige. Ifølge samtidige kilder så de Satans værk i næsten hver eneste ulykke eller besværlighed, der mødte dem. De troede på eksistensen af skadevoldende ånder, der bragte ulykke til menneskene. Fx fastslog en domstol i 1660, at en besat kano var den skyldige i en drukneulykke.
Mens man i Massachusetts Bay-kolonien oplevede et udbrud af hekseforfølgelse i 17. århundrede, tyder intet på, at der skete noget tilsvarende i Plymouth. Hekseri blev i kolonien forbundet med dødsstraf i 1636, men der kendes ingen eksempler på, at nogen blev dømt for det; to kvinder blev anklaget, men aldrig fundet skyldige.

### Familieliv
Kernefamilien var den langt mest udbredte familiestruktur i kolonien. Det blev forventet, at børn, der havde nået voksenalderen, flyttede ud af husstanden og etablerede deres eget hjem. Mange familier kunne også tage børn fra andre familier til sig eller arbejdere udsendt til kolonien (indentured servants). Nogle af de rigeste familier havde slaver.
Ægteskab blev anset som værende den normale status for alle voksne medlemmer af kolonien. Størstedelen af mændene blev gift første gang, når de var i midten af tyverne, mens kvinderne gjorde det samme omkring tyveårsalderen. Det var ikke ualmindeligt at være gift anden gang; enker og enkemænd var udsat for et både socialt og økonomisk pres for at tage en ny ægtefælle. I gennemsnit var den efterladte atter gift inden for et halvt til et år efter ægtefællens død. Da de personer, der nåede den giftemodne alder, ofte levede indtil tresårsalderen, nåede de at tilbringe omkring to tredjedele år deres liv inden for ægteskab.  Edward Winslow og Susanna White, der begge havde mistet deres ægtefælle i vinteren 1620-1621, var det første par, som blev gift i Plymouth. Bryllup blev hos Pilgrimmene betragtet som en civil ceremoni, så guvernør Bradford forestod vielsen.
Inden for ægteskabets rammer blev mænd og kvinder ikke anset som ligeværdige, hverken fra den sociale eller den juridiske synsvinkel. I forhold til normen i det 17. århundredes Europa havde kvinderne i Plymouth-kolonien dog flere sociale og legale rettigheder. Fra Kirkens synspunkt var mænd og kvinder lige over for gud. Hele familien dyrkede sammen deres religion, og nåden blev givet ligeligt til alle kristne, men det traditionelle kvindesyn betød, at kvindernes rolle i husstanden var knyttet til børnepasningen og husholdningen, opgaver, der blev vurderet som inferiøre i forhold til mandens.
Kvinderne i Plymouth havde efter datidens normer en omfattende ejendomsret. Enker kunne ikke blive 'skrevet ud' af mandens testamente og var garanteret mindst en tredjedel af familiens samlede ejendom ved hans død. Kvinder kunne også indgå kontrakter på lige vilkår med mænd. Det skete hovedsageligt i forbindelse med forlovelser. Det var almindeligt, at det var den kommende brud, der selv indgik aftaler om de økonomiske forhold omkring brylluppet, og ikke hendes far. I nogle tilfælde, primært ved indgåelse af andet ægteskab, kunne kvinden beholde det fulde ejerskab over hendes eksisterende ejendom. Kvinder kunne derudover også optræde som jurymedlem, hvilket var helt usædvanligt på det tidspunkt.
Efter moderne standarder var koloniens familier meget store. I tredje generation efter etableringen var der i gennemsnit 9,3 fødsler i hver familie, heraf nåede i gennemsnit 7,9 voksenalderen. Da børnene normalt blev født med to års mellemrum og forlod husstanden i samme tempo, boede der gennemsnitligt 5-6 børn i hver husstand. Det var dog ikke ualmindeligt, at voksne børn i perioder flyttede tilbage, indtil de havde fået deres egen ejendom. Dødeligheden var også højere efter moderne standarder. En ud af 30 fødsler resulterede i morens død, hvilket betød, at hver femte kvinde døde i barselsseng. Omkring 12 % af børnene døde, inden de fyldte et år. 

### Barndom og uddannelse
Børn forblev i reglen i deres mødres varetægt indtil otteårsalderen, hvorefter mange blev fosterbørn i en anden familie. Der var flere grunde til, at man sendte børnene bort på den måde. Nogle skulle oplæres i et bestemt erhverv, mens andre skulle lære at læse og skrive. I lighed med næsten alle andre forhold i kolonien havde man en teologisk forklaring på denne praksis: Man mente, at et barns forældre ville elske det for meget, så de ikke ville udøve den nødvendige disciplin. Ved at sende barnet ud til en anden familie, ville det være mindre udsat for at blive forkælet. 
Ungdommen blev ikke opfattet som en selvstændig fase i livet. Der fandtes fx ikke nogen overgangsrite til at markere overgangen fra ung til voksen. Forskellige vigtige begivenheder markerede udviklingen fra barn til voksen, men der var ikke nogen bestemt, der blev opfattet som afgørende. Når et barn fyldte otte, blev det forventet, at det begyndte at lære de opgaver og roller, det skulle udfylde som voksne. Det kunne ske enten i hjemmet eller hos en anden familie. De fleste børn blev også fuldgyldige medlemmer af kirken, når de var på den alder.
Forældreløse børn havde ret til selv at vælge deres værge, når de fyldte 14. Som 16-årige kunne drenge blive udvalgt til militærtjeneste og blev også anset som voksne i retslige henseender; og fx blive sat for en domstol. Tidligst som 21-årig kunne en mand opnå fulde borgerrettigheder, men af praktiske grunde skete dette i reglen først i midt-tyverne. Som 21-årig var man også arveberettiget, selvom det ifølge loven skulle respekteres, hvis en yngre person blev begunstiget i et testamente.
Rigtige skoler var sjældne i Plymouth-kolonien. Den første blev først grundlagt 40 år efter, at kolonien var blevet grundlagt. Myndighederne bevilgede først midler til et offentligt skolesystem for hele kolonien i 1673, og det var kun i Plymouth, man gjorde brug af disse midler. I 1683 havde yderligere fem byer fået bevilget penge til skoler.
Det blev aldrig anset som en opgave for skolerne alene at sørge for uddannelsen af børn og unge. Selv efter, at skoler var blevet mere almindelige, blev de fleste børn stadig uddannet derhjemme, enten af forældrene eller fosterfamilie. Selvom der ikke fandtes en formel lærlingeuddannelse, blev det forventet, at et barn lærte det eller de fag, der blev praktiseret i deres hjem i. Da læsning af teksterne i biblen var det primære begrundelse for uddannelse, spillede kirken og religionen også en stor rolle i den.

## Geografi

### Grænser
Uden noget charter havde Pilgrimmene etableret koloni uden klare rettigheder til området. Derfor var det i begyndelsen ofte uklart, hvilket territorium der hørte ind under koloniens jurisdiktion. I 1644 blev "The Old Colony Line" - der var blevet opmålt i 1639 -formelt accepteret som grænsen mellem Plymouth og Massachusetts Bay-kolonien.
 Situationen mere kompliceret i grænseområdet til Rhode Island. Roger Williams havde i 1636 bosat sig i Rehoboth, men blev med magt sat ud igen af Plymouths myndigheder. Williams flyttede over på vestbredden af Pawtucketfloden, hvor han grundlagde byen Providence, kernen i den nye koloni Rhode Island fra 1644. Da bosættere fra både Rhode Island og Plymouth begyndte at slå sig ned i området, blev grænsen mellem de to kolonier mere og mere uklar, og problemstillingen blev ikke løst før i 1740’erne, længe efter at Plymouth-kolonien var ophørt med at eksistere.

### County’er og byer
Plymouth-koloni blev ikke opdelt i county’er før 1685, da hele New England blev reorganiseret, og Dominion of New England blev dannet. Da blev tre county’er oprettet omfattende følgende byer:
Barnstable County på Cape Cod:
- Barnstable, Massachusetts (hovedby), første bosættelse i 1639 og inkorporeret som by i 1650.
- Eastham, Massachusetts (oprindeligt Nauset), bebygget 1644 og inkorporeret som by i 1646, navnet ændret til Eastham i 1651.
- Falmouth, Massachusetts, første bosættelse i 1661, inkorporeret under navnet Succonesset i 1686.
- Sandwich, Massachusetts, første bosættelse i 1637, inkorporeret i 1639.
- Yarmouth, Massachusetts, inkorporeret 1639.

Bristol County, Massachusetts langs kysten af Buzzards Bay og Narragansett Bay, dele af dette county blev senere afstået til Rhode Island:
- Taunton, Massachusetts (hovedby), inkorporeret 1639.
- Bristol, Rhode Island, inkorporeret 1680, inkluderede det sted, hvor Massasoit King Philip havde haft deres hovedstæder. Afstået til 1746.
- Dartmouth, Massachusetts, inkorporeret 1664. Hvor Dartmouth blev anlagt, havde indianere begået en omfattende massakre under King Philips krig. Det var også her, 160 af King Philips mænd overgav sig for siden at blive solgt som slaver.
- Freetown, Massachusetts, inkorporeret 1683, oprindeligt kaldt "Freemen's Land" af stedets første nybyggere.
- Little Compton, Rhode Island, inkorporeret under navnet Sakonnet i 1682, afstået til Rhode Island i 1746.
- Rehoboth, Massachusetts, første bosættelse i 1644, inkorporeret 1645. Anlagt i nærheden af det sted, hvor Roger Williams tidligere bebyggelse af samme navn havde ligget. Er nu en del af byen Pawtucket, Rhode Island.
- Rochester, Massachusetts, bosat 1638, inkorporeret 1686.
- Swansea, Massachusetts, grundlagt som landsbyen Wannamoiset i 1667, inkorporeret som byen Swansea i 1668. Det var her, englænderne led deres første tab i King Philips krig.

Plymouth County strækker sig langs den vestlige kyst af Cape Cod Bay:
- Plymouth, Massachusetts, hovedby i Plymouth County og koloniens hovedstad. Mayflower, Pilgrimmenes oprindelige bosættelse i 1620, forblev den største og vigtigste by igennem hele koloniens historie indtil 1691.
- Bridgewater, Massachusetts, erhvervet fra Massasoit af Myles Standish og oprindeligt kaldt Duxburrow New Plantation. Den blev inkorporeret som Bridgewater i 1656.
- Duxbury, Massachusetts, grundlagt af Myles Standish, inkorporeret i 1637.
- Marshfield, Massachusetts, første bosættelse i 1632, inkorporeret 1640. Guvernøren Edward Winslow hjemby.
- Middleborough, Massachusetts, inkorporeret 1669 som Middleberry. Opkaldt efter sin placering på halvvejen mellem Plymouth og Mount Hope, Wampanoagfolkets hovedstad.
- Scituate, Massachusetts, første bosættelse i 1628, inkorporeret i 1636. Byen blev udsat for et storstilet af angreb af King Philips styrker i 1676.

## Demografi

### Englændere
De engelske bosættere i Plymouth-kolonien blev overordnet inddelt i tre kategorier: Pilgrimmene, de Fremmede (Strangers) og de Særskilte (Particulars). Pilgrimmene tilhørte ligesom de grupper, der etablerede Massachusetts Bay-kolonien, den puritanske bevægelse inden for calvinismen. De brugte ikke selv betegnelsen "pilgrimme" om sig selv, i stedet kaldte de sig som regel de "hellige" ("the Saints"). Det skulle indikere deres særlige plads som guds udvalgte. Calvinisterne lagde stor vægt på prædestination. William Bradford havde dog brugt betegnelsen "pilgrims" som en samlebetegnelse for kolonisterne, men her i betydning; "rejsende på en religiøs mission".
Ud over "Pilgrimme", eller de "hellige", var resten af nybyggerne om bord på Mayflower kendt som "the Strangers". Denne gruppe omfattede de kolonister, der ikke havde tilhørt menigheden i Leiden, og som Merchant Adventurers havde rekrutteret specielt til denne rejse i England. Senere kolonister, der heller ikke tilhørte menigheden, og som ikke nødvendigvis var tilhængere af dens religion, gik ligeledes under dette navn. En tredje gruppe blev kaldt "the Particulars" og bestod af emigranter, som ikke var rejst gennem kompagniet, men havde fundet deres egen "særskilte" vej til Amerika. De var derfor ikke forpligtet til at betale koloniens gæld.
Tilstedeværelse af de to andre grupper var et stort irritationsmoment for Pilgrimmene. Allerede i 1623, tre år efter koloniens etablering, udbrød der en konflikt mellem de to parter over fejringen af julen; en helligdag, Pilgrimmene ikke tillagde nogen særlig betydning. Kort efter, da kompagniet havde sendt en gruppe nybyggere ud for at etablere en bosættelse ved Wessagussett, blev både Pilgrimmenes ressourcer og deres religiøse følelser yderligere presset. De anså derfor Wessagussett-bosættelsens fiasko som en guddommelig straf af synderne.
Senere begyndte beboerne i Plymouth at benytte termer, der skelnede mellem de første bosættere og senere ankomne. Den første generation, dem fra før 1627, blev almindeligvis kaldt enten "Old Comers" eller "Planters". Senere generationer af indbyggere i Plymouth ville med tiden komme til at omtale dem som "Forefathers".

### Oprindelige amerikanere
De oprindelige amerikanere i New England var organiserede i stammeføderationer, indimellem også kaldet "nationer". Den enkelte stamme besad dog en udstrakt grad af autonomi. De vigtigste af disse konføderationer var Nipmuck, Massachusett, Narragansett, Niantic, Mohegan og Wampanoag, som Plymouth-kolonien indgik den første traktat med. Flere betydningsfulde begivenheder i løbet af den periode, kolonien eksisterede, kom til at ændre områdets demografi dramatisk. Den første var det såkaldte "Standish's raid" mod Wessagussett, der opskræmte flere af de oprindelige amerikaneres ledere i sådan en grad, at mange stammer forlod deres bosættelser, med det resultat, at mange døde af sult og sygdom. Den anden, Pequotkrigen, førte til den totale opløsning af Pequot og derved et afgørende skifte i den lokale magtbalance. Den tredje, King Philips krig, havde imidlertid den største effekt på den lokale befolkning, da den medførte, at 60-80% af den indfødte befolkning i det sydlige New England enten døde eller blev indfanget og solgt som slaver, enten til Caribien eller lokalt.

### Afrikanske slaver
Nogle af de mest velstående familier i kolonier ejede afrikanske slaver. De blev imodsætning til europæiske "indentured servants" regnet som ejerens ejendom og gik i arv til efterkommerne. Slavehold var aldrig særligt udbredt, da kun et meget lille antal familier havde de nødvendige økonomiske ressourcer. En folketælling i byen Bristol fra 1689 viser fx, at ud af de 70 familier, som boede der, havde kun én familie én afrikansk slave. Antallet var generelt så lavt, at koloniens regering aldrig fandt det nødvendigt at indføre nogen regulerende bestemmelser.

### Familiestørrelse
I den første generation havde den gennemsnitlige husstand 7,8 børn. Det tal steg til 8,6 i anden generation og til 9,3 i den tredje. Børnedødeligheden faldt også over den samme periode. Middellevetiden var højere for mænd end for kvinder. For mænd, der havde overlevet indtil det 21. år, var den 69,2 år. For kvinder var den 62,4 år. Over 55 % af de voksne mænd blev ældre end 70 år, mens det kun gjaldt for 45 % af kvinderne. Omkring 30 % af kvinderne døde, før de fyldte 50; primært i forbindelse med fødsler.

## Økonomi
Koloniens hovedindtægtskilde var fra begyndelsen pelshandel. Følgerne af "Standish's raid" ødelagde denne handel, hvilket førte til økonomiske trængsler for kolonien flere år frem. Kolonisterne forsøgte at supplere deres indkomst ved fiskeri; havområdet i Cape Cod bay var kendt som et godt fiskevand. Men kolonisterne manglede erfaring, og det kunne derfor ikke forbedre deres situation. Kolonien handlede over hele regionen, og man etablerede handelsstationer helt oppe i Maine. De handlede også regelmæssigt med nederlænderne i New Amsterdam.
Den økonomiske situation blev forbedret med introduktionen af kvæg i kolonien. Det præcise tidspunkt for deres ankomst er ukendt, men fordelingen af arealer til græsning i 1627 var et af de første skridt hen imod privat ejerskab af jord i kolonien. Kvæg blev efterhånden en vigtig indtægtskilde. En xx kostede i 1638 ₤28, hvilket var en høj pris. Den store indstrømning af immigranter til New England i de følgende par år, betød imidlertid, at prisen i 1640 var faldet til ₤5. Ud over kvæg blev der opdrættet svin, får og geder i kolonien.
Dyrkning af afgrøder udgjorde en meget stor andel af Plymouth-koloniens økonomiske grundlag. Kolonisterne overtog allerede på et tidligt tidspunkt mange af indianernes traditionelle afgrøder, blandt andre majs, Squash, græskar, bønner og kartofler. Ud over selve afgrøderne lærte Pilgrimmene også flere produktionsteknikker af indianerne, fx vekseldrift og brugen af døde fisk som gødning. Derudover havde kolonisterne medbragt forskellige afgrøder fra den gamle verden; fx majroer, gulerødder, ærter, hvede, byg og havre.
Samlet set var der kun en lille mængde penge i omløb i kolonien. Størsteparten af værdierne var akkumuleret i form af ejendom. Da handelsvarer som skind, fisk og kreaturer var udsat for prisudsving, blev overskuddet som regel sat i luksusprodukter, tøj og møbler.

## Eksterne link
- Tidslinje for Plymouth-kolonien Arkiveret 26. april 2007 hos  Wayback Machine
- Colonial America:Plymouth Colony 1620 En kort historisk oversigt over Plymouth-kolonien, samt kort over alle New England kolonierne.
- The Plymouth Colony Archive Project samling af primærkilder og sekundærværker relateret til Plymouth-kolonien.

41°57′27″N 70°39′45″V / 41.9575°N 70.6625°V